# Dehesas Viejas
Dehesas Viejas – gmina w Hiszpanii, w prowincji Grenada, o powierzchni 13,72 km². W 2013 roku gmina liczyła 772 mieszkańców.
Święto patronów odbywa się corocznie na początku sierpnia i dotyczy Matki Bożej Różańcowej.